# Mr. Catra
Wagner Domingues Costa (Río de Janeiro, 5 de noviembre de 1968 – São Paulo, 9 de septiembre de 2018), conocido artísticamente como Mr. Catra, fue un cantante y actor brasileño. Era conocido en la cultura pop brasileña por su gran cantidad de hijos, tener dos esposas y su famosa risa al principio o al final de sus canciones.

## Biografía
Mr. Catra se licenció en Derecho y hablaba con total facilidad inglés, francés, alemán, hebreo y portugués.
Tuvo 33 hijos reconocidos de 18 mujeres. Catra solía decir que "siempre suma dos hijos más porque no sé si tengo más que no sé". Nunca pidió una prueba de paternidad. Dos de sus hijos son adoptados y son VIH positivos. Llevaba 22 años con una de sus tres esposas. Uno de sus hijos murió cuando tan solo contaba con cinco años, una tragedia que lo traumatizó. En 2011 se convirtió al judaísmo.
A Catra se le diagnosticó un cáncer de estómago en enero de 2017. Murió el 9 de enero de 2018.

## Discografía
- O Bonde dos Justos (1994)
- O Segredo do Altíssimo (1996)
- O Fiel (1999)
- Bonde do Tesão (2001)
- Proibidão Liberado (2004)
- Humildade é Tudo (2007)
- Poder da Favela (2008)
- Com Todo Respeito ao Samba  (2012)